# Alex Borg
Alexander „Alex“ Borg (* 5. Juni 1969 in Mellieħa) ist ein maltesischer Snooker- und Poolbillardspieler. Er ist 2-facher Europa- und 13-facher maltesischer Meister und spielte von den 1990ern bis 2021 insgesamt 16 Jahre Snooker als Profi.

## Karriere

### Anfänge und Profijahre in den 1990ern
Alex Borg lernte Snooker von seinem Vater, mit dem er in seinem Wohnort in einen Club zum Spielen ging. Er gehörte schon als Jugendlicher zu den besten Spielern seines Landes und 1987 stand er erstmals im Finale der maltesischen Meisterschaft, wo er gegen Joe Grech verlor. 1990 und 1991 verlor er jeweils gegen Paul Mifsud. Er trat auch bei internationalen Amateurwettbewerben an und erreichte unter anderem zweimal das Viertelfinale der U21-Weltmeisterschaft (1988 und 1990). Mit der Öffnung der Profitour für alle Spieler im Jahr 1991 trat auch Borg bei den Profiturnieren an. Aufgrund der hohen Teilnehmerzahlen musste er durch zahlreiche Qualifikationsrunden, aber bereits im ersten Jahr erreichte er bei den European Open die Letzten 128. Im Jahr darauf kam er bei den International Open noch eine Runde weiter, zwei weitere Male erreichte er die Letzten 128, darunter bei der Weltmeisterschaft, wo er Dominic Dale mit 4:10 unterlag. damit gehörte er zu den Top 200 der Weltrangliste.
In der Saison 1993/94 stand er zweimal unter den Letzten 96 und schlug unter anderem Michael Judge und Marcus Campbell. Doch weitere Fortschritte blieben aus, als er im Jahr darauf nur beim Welsh Open die Letzten 128 erreichte. Umso erfolgreicher war die Saison 1995/96, in der er beim Grand Prix erstmals in seiner Karriere die Endrunde der Letzten 64 bei einem Ranglistenturnier erreichte. Beim Malta Grand Prix 1995, einem professionellen Einladungsturnier, besiegte er den Weltranglisten-12. Nigel Bond mit 5:4 und erreichte das Viertelfinale. Weitere namhafte Spieler, die er in dieser Saison schlug, waren Danny Fowler und Matthew Couch. Mit einem Sieg über Barry Pinches erreichte er zu Beginn der nächsten Saison die Letzten 128 beim Asian Classic, es war aber das einzige Mal, dass er in diesem Jahr so weit kam. Diese ganzen Ergebnisse reichten nicht für wesentliche Fortschritte in der Weltrangliste und so kam er in dieser Zeit nicht über Platz 164 hinaus. Da 1997 aber wieder eine Teilnehmerbegrenzung auf 128 Spieler für die großen Turniere eingeführt wurde, verlor er die Teilnahmeberechtigung und musste in der zweitklassigen UK Tour antreten. Er erreichte immerhin zweimal die Runde der Letzten 32 und spielte nach einer erneuten Öffnung 1998/99 wieder auf der Main Tour. Zum zweiten Mal erreichte er beim Grand Prix ein Hauptturnier nach einem 5:3-Sieg über Neal Foulds, immerhin noch Nummer 34 der Welt. Es war aber das einzige gute Ergebnis der Saison und so verlor er 1999 seinen Profistatus wieder.

### Erfolge als Amateur und Main-Tour-Jahre ab den 2000ern
Neben den Profiturnieren nahm er weiter an der nationalen Meisterschaft teil, und nachdem er 1996 und 1997 erneut im Finale gegen Mifsud bzw. Grech verloren hatte, gelang ihm 1998 sein erster maltesischer Meistertitel durch einen 8:7-Sieg gegen Joe Grech. Von 2000 bis 2016 dominierte Alex Borg das nationale Snooker, 16 Mal in Folge stand er im Finale der maltesischen Meisterschaft und 12 Mal holte er dann auch den Titel. Dazu war er einer der erfolgreichsten Amateure in Europa. Bei der Amateureuropameisterschaft erreichte er 1997 das Halbfinale und 1998 das Finale, verlor aber beide Male deutlich gegen den Isländer Kristján Helgason.  2003 erreichte er erneut das Halbfinale, im Jahr darauf stand er nach 1998 zum zweiten Mal im Finale und verlor knapp 6:7 gegen Mark Allen.
2005 gewann er erstmals den Titel gegen Kristján Helgason und ein Jahr später verteidigte er ihn gegen Jeff Cundy. Auch in den folgenden Jahren erreichte er immer wieder die Ausscheidungsrunden der EM, aber auch der Amateurweltmeisterschaft. 2014 gewann er mit Duncan Bezzina zusammen die europäische Team-Meisterschaft für Malta.
Die größten Erfolge ohne Titelgewinn hatte er als Wildcardspieler beim Malta Grand Prix. 1997 schlug er den Weltranglistenvierten Mark Williams mit 5:3 und bot danach im Halbfinale der Nummer 2 John Higgins bis zum 4:4 Paroli, bevor er 4:6 verlor. 1998 besiegte er den inzwischen zur Nummer 1 aufgestiegenen Higgins und unterlag dann dem Weltranglistenzweiten Stephen Hendry mit 2:6.
Dank des ersten Europameistertitels kehrte er in der Saison 2005/06 wieder auf die Main Tour zurück und hatte sein erfolgreichstes Profijahr. Bei der UK Championship erreichte er die Runde der Letzten 64, ebenso bei der Weltmeisterschaft, wo er mit Simon Bedford und Jimmy Michie zwei Top-64-Spieler schlug. Trotzdem erreichte er nur Platz 80 der Weltrangliste und blieb nur dank einer Wildcard des Profiverbands WPBSA auf der Tour. Aber nur ein Top-64-Ergebnis im zweiten Jahr bei den Welsh Open genügten nicht, um Profi zu bleiben. Versuche über die Pontin’s International Open Series oder die Q School wieder auf die Tour zu kommen, schlugen fehl. 2010 scheiterte er beim EBSA International Play-Off erst im Finale. 2013 kehrte er aber ein weiteres Mal zurück, weil ihn der Amateurweltverband IBSF nominiert hatte. Zuvor hatte er bei der Amateurweltmeisterschaft das Halbfinale erreicht gehabt. In der Saison 2013/14 blieb es aber bei einzelnen Siegen bei den kleinen PTC-Turnieren. Erneut ragte die Weltmeisterschaft heraus, wo er mit Siegen über James Wattana und Marcus Campbell, die Nummer 28 der Weltrangliste, ein weiteres Mal unter die Letzten 64 kam. Wieder erreichte er zwischenzeitlich Platz 80 der Weltrangliste. Im Jahr darauf kam er aber nur dreimal bei Ranglistenturnieren in Runde 2 und verlor wieder den Profistatus. 2016 versuchte er es im Alter von 46 Jahren erneut über die Q School. Er besiegte Barry Pinches und gewann das entscheidende Spiel gegen Alexander Ursenbacher, wodurch er sich zwei weitere Jahre auf der Main Tour sicherte. Außer beim Snooker Shoot-Out 2018 kam er aber nie über die zweite Runde hinaus, weshalb auch dieses Intervall mit dem erneuten Verlust des Profistatus endete.
Anschließend trat er wieder in der Q School an, doch in drei Turnieren gelang ihm nur ein einziger Sieg. 2019 schied er in den ersten beiden Turnieren sogar ohne Framegewinn aus. Aber im dritten Turnier gelang ihm die Überraschung. Er nutzte eine relativ leichte Auslosung, besiegte im Gruppenhalbfinale Allan Taylor und machte einen Tag vor seinem 50. Geburtstag mit einem 4:1 im Entscheidungsspiel gegen Billy Joe Castle seine nochmalige Tourrückkehr perfekt. Doch mittlerweile war er weitgehend chancenlos, er verlor fast alle Partien, gegen die besseren Spieler meist sogar zu null. Der einzige Sieg gelang ihm bei der WM 2020 gegen den Amateur Patrick Whelan. Im zweiten Jahr trat er gar nicht mehr bei allen Turnieren an und beendete mit dem Ausscheiden aus der Tour 2021 seine Profikarriere.

## Sonstiges
Nach der Finalteilnahme bei der Europameisterschaft 1998 wurde Borg zu Maltas Sportler des Jahres 1998 ernannt. Nach dem Gewinn der zweiten Europameisterschaft 2006 wurde er mit dem nationalen Verdienstorden Midalja ghall-Qadi tar-Repubblika ausgezeichnet.
Neben dem Snooker spielt Borg auch Poolbillard und English Billiards. Im seit 2006 ausgetragenen World Cup of Pool (9-Ball) nimmt er regelmäßig zusammen mit Tony Drago als Team Malta teil. Im English Billiards erreichte er seit 2003 mindestens drei Mal das Endspiel der maltesischen Meisterschaft, unterlag aber jeweils Joe Grech.
Alex Borg fungiert außerdem als Nationaltrainer von Malta.

## Erfolge
Ranglistenturniere
- Runde der Letzten 32: Snooker Shoot-Out (2018)
- Runde der Letzten 64: 14 Mal, darunter 2 Mal bei der Weltmeisterschaft (2006, 2014)

Einladungsturniere
- Halbfinale: Malta Grand Prix (1997, 1998)

Qualifikationsturniere
- Qualifikation: Q School (2016 - Turnier 2, 2019 - Turnier 3)
- Finale: EBSA International Play-Off (2010)

Amateurturniere
- Europameister (2005, 2006; Finalist: 1998, 2004)[11]
- Mediterranean Snooker Cup Champion (2005)[10]
- Maltesischer Snooker-Meister (13×: 1998, 2001, 2003–2009, 2011, 2012, 2014, 2015)
  - Finalist (10×: 1987, 1989, 1990, 1996, 1997, 1999, 2002, 2010, 2013, 2016)
- Finale: Maltesische English-Billiards-Meisterschaft (2003, 2004, 2013)

Team
- Sieger der EBSA European Team Championship (2004, 2005, 2014, 2016)[11]
- Sieger des Continental Team Cups (1997, 1999, 2000)[10]
  - Finalist 1996